# オール・アイ・ウォント
「オール・アイ・ウォント」（英: All I Want） は、オフスプリングのパンク・ロック・ソング。1997年に発売された4枚目のスタジオアルバム「イクスネイ・オン・ジ・オンブレ」の10曲目で、1996年12月にファーストシングルとして発売された。
イギリスで31位を記録し、またオーストラリアでは15位を獲得した。またアメリカでは、モダン・ロック・トラックスで13位を記録した。

## 概要
この曲はオフスプリングの『グレイテスト・ヒッツ』（2005年）にも収録されている。
このシングルは1分55秒であり、オフスプリングのシングルで一番短い。

## トラック・リスト

### CDシングル
| #  | タイトル                            | 作詞 | 作曲・編曲 | 時間 |
| -- | ----------------------------------- | ---- | ---------- | ---- |
| 1. | 「All I Want」                      |      |            | 1:55 |
| 2. | 「Way Down the Line」               |      |            | 2:37 |
| 3. | 「Smash It Up」(The Damnedのカバー) |      |            | 3:25 |

### Europe 7" green vinyl
| #  | タイトル              | 作詞 | 作曲・編曲 | 時間 |
| -- | --------------------- | ---- | ---------- | ---- |
| 1. | 「All I Want」        |      |            | 1:55 |
| 2. | 「Way Down the Line」 |      |            | 2:37 |

### Promo CD
| #  | タイトル       | 作詞 | 作曲・編曲 | 時間 |
| -- | -------------- | ---- | ---------- | ---- |
| 1. | 「All I Want」 |      |            | 1:54 |

## 概要
この曲は元々デクスター・ホーランドが、エピタフレコード内での作曲コンペの一環として(おそらくは皮肉を込めて)「プロトコル」の名でバッド・レリジョンへ書かれた曲である。
この曲の歌詞は、元々ほかのバッド・レリジョンの曲のように複雑な語彙で構成されていた。
だが、デクスターがバッド・レリジョンのギタリストでエピタフのオーナーでもあったブレット・ガーヴィッツに演奏を申し出た時、彼は「後でアコースティックで演奏するよ」と発言した。デクスターはこれを却下されたと感じ、その歌詞をオフスプリング風の曲に変えた。

## ミュージック・ビデオ
この曲のミュージック・ビデオが作られた際、ビデオの監督をジーザス・リザードのデヴィッド・ヨウに依頼した。
内容は、バンドで歌う若者が社会に反抗する様子を描いている。
バンドが表示されている間、ビデオは極彩色になっていることが多い。
若者は町を駆け抜けながらジーンズを脱ぐ。
最後に彼は野原に到着し、泥の水たまりに落ちる。
バンドのショットと走る若者のショットの間には、自転車レース、納屋に激突する飛行機、群衆の中に耕すレースカーなど、さまざまな状況からの白黒のクリップが表示される。

### DVD
このミュージック・ビデオは、2005年に発売されたDVD『Complete Music Video Collection』に収録されている。

## チャート
| チャート (1996年～1997年)                                               | 最高位 |
| ----------------------------------------------------------------------- | ------ |
| オーストラリア (ARIA)                                                   | 15     |
| オーストリア (Ö3 Austria Top 40)                                        | 25     |
| カナダ ロック/オルタナティヴ (RPM)                                      | 6      |
| フィンランド (Suomen virallinen lista)                                  | 6      |
| オランダ (Dutch Top 40)                                                 | 37     |
| オランダ (Single Top 100)                                               | 51     |
| ニュージーランド (Recorded Music NZ)                                    | 27     |
| ノルウェー (VG-lista)                                                   | 6      |
| ポーランド (LP3)                                                        | 15     |
| スコットランド (Official Charts Company)                                | 29     |
| Spain (AFYVE)                                                           | 4      |
| スウェーデン (Sverigetopplistan)                                        | 36     |
| UK シングルス (OCC)                                                     | 31     |
| UK ロック・アンド・メタル (OCC)                                         | 2      |
| アメリカ合衆国 ビルボード・ホット・モダン・ロック・トラックス           | 13     |
| アメリカ合衆国 ビルボード・ホット・メインストリーム・ロック・トラックス | 18     |

## 日本での流行
セガのアーケードゲーム及び家庭用ゲーム「クレイジータクシー」の挿入歌として使われた。また、同曲の歌詞「All I want」が「ドラえもん」と聞こえる(いわゆる空耳)ことから、それを使ったFlash動画が作成された。
また、セガの音楽ゲーム『チュウニズム』にも初期曲として入っていたが、後に削除された。
DDTプロレスリング所属のプロレスラー・小嶋斗偉が初代入場曲として使用していた。